# Biagio di Goro Ghezzi
Biagio di Goro Ghezzi (* um 1325; † um 1384/1389) war ein italienischer Maler, der hauptsächlich in Siena und Umgebung aktiv war.

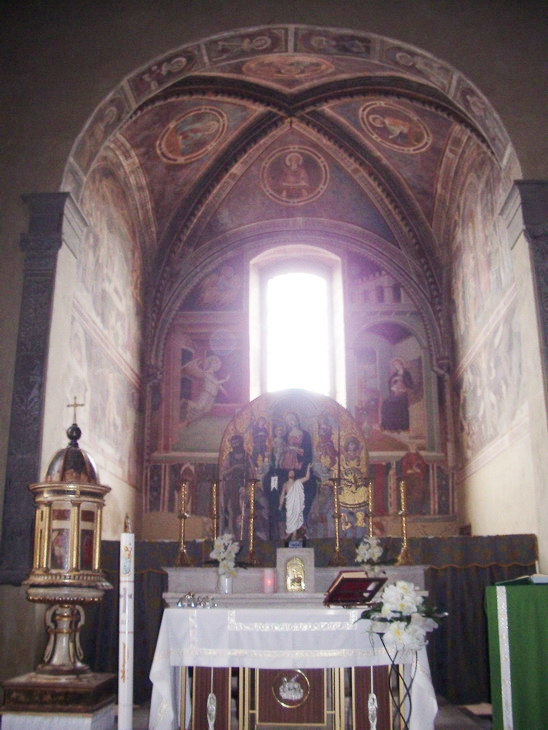
Die Fresken des Biagio di Goro Ghezzi in der Apsis der Kirche San Michele Arcangelo in Paganico, in der Mitte das Altarbild des Guidoccio Cozzarelli.

## Leben
Der Geburtsort und das Geburtsjahr des Künstlers sind unbekannt. Gaudenz Freuler rechnet das Geburtsjahr auf um 1325 zurück. Aktiv als Maler war er in der Gegend von Siena von 1350 bis 1384. Wahrscheinlich lernte er sein Werk bei Pietro Lorenzetti, es lassen sich aber auch Einflüsse von Lippo Vanni finden. Weiteren Einfluss auf sein Werk hatten auch Luca di Tommè und Niccolò di ser Sozzo, der Ausbilder des Tommè und Freund der Brüder Ambrogio und Pietro Lorenzetti. Verwechselt wurde er oft mit Bartolo di Fredi. Spätestens von 1368 an bekleidete er auch öffentliche Ämter in Siena, zunächst als Priore (Vorsteher) des Stadtdrittels Terzo di Camollia, dann als Gefängnisdirektor und Ratsmitglied (Consiglio generale di Siena). Zudem hatte er enge Kontakte und Geschäftsbeziehungen zur Gilde der Goldschmiede.

## Werke (Auswahl)
- Asciano, Castello di Gallico, Collezione Salini: Madonna col Bambino (Tafelgemälde, 89 × 59 cm)[3]
- Civitella Paganico, Ortsteil Paganico, Chiesa di San Michele Arcangelo, Apsis:[4]
  - Verkündung (Annunciazione)
  - Geburt Christi, Erscheinung des Heiligen Erzengels Michael auf dem Monte Gargano, Der Heilige Michael tötet den Drachen und Erscheinung des Heiligen Michael im Schloss Sant’Angelo in Rom (Natività di Gesù, l’apparizione di San Michele Arcangelo sul Monte Gargano, San Michele che uccide il dragone, l’apparizione di San Michele in Castel Sant’Angelo a Roma)
  - Das Dreikönigsfest und Die Allegorie vom Jenseits (Epifania, Allegoria dell’Oltretomba)
  - Die vier Evangilisten (I quattro Evangelisti)
  - Porträt der sechs Heiligen (unterhalb des Torbogens, am Eingang der Apsis)
- Montalcino, Museo Civico e Diocesano d’Arte Sacra:
  - Sant’Agostino e San Paolo (Holzgemälde, stammt aus der Kirche Sant’Antonio Abate in Montalcino)[5]
  - San Giovanni Battista und Santa Maria Maddalena (Teilstück eines Flügelalters)[6]
- San Gimignano, Chiesa di Sant’Agostino: Madonna con Bambino e santi e Storie della Passione di Cristo (Teilstück eines Flügelalters, zugeschrieben. Das aus der Sakristei stammende Werk ist heute nicht mehr auffindbar.)[1]
- Siena, Basilica di San Clemente in Santa Maria dei Servi: Sant’Agnese (Wandgemälde)[1]
- Siena, Collegio Tolomei (ehemals Teil (Campanile[2]) der Kirche Sant’Agostino), Eingangsbereich Cappella del Campanile: Cristo benedicente, Santa Caterina d’Alessandria und  San Lorenzo (Fresken, zwischen 1355 und 1365 entstanden)[1]
- Siena, San Mamiliano in Valli:[7]
  - Madonna con Bambino e San Giovanni evangelista, auch Maestà genannt, (Fresko, stark beschädigt, 1369 entstanden)[8]
  - San Cristoforo (Fresko, stark beschädigt, 1369 entstanden)[8]